# Gigi e Ross

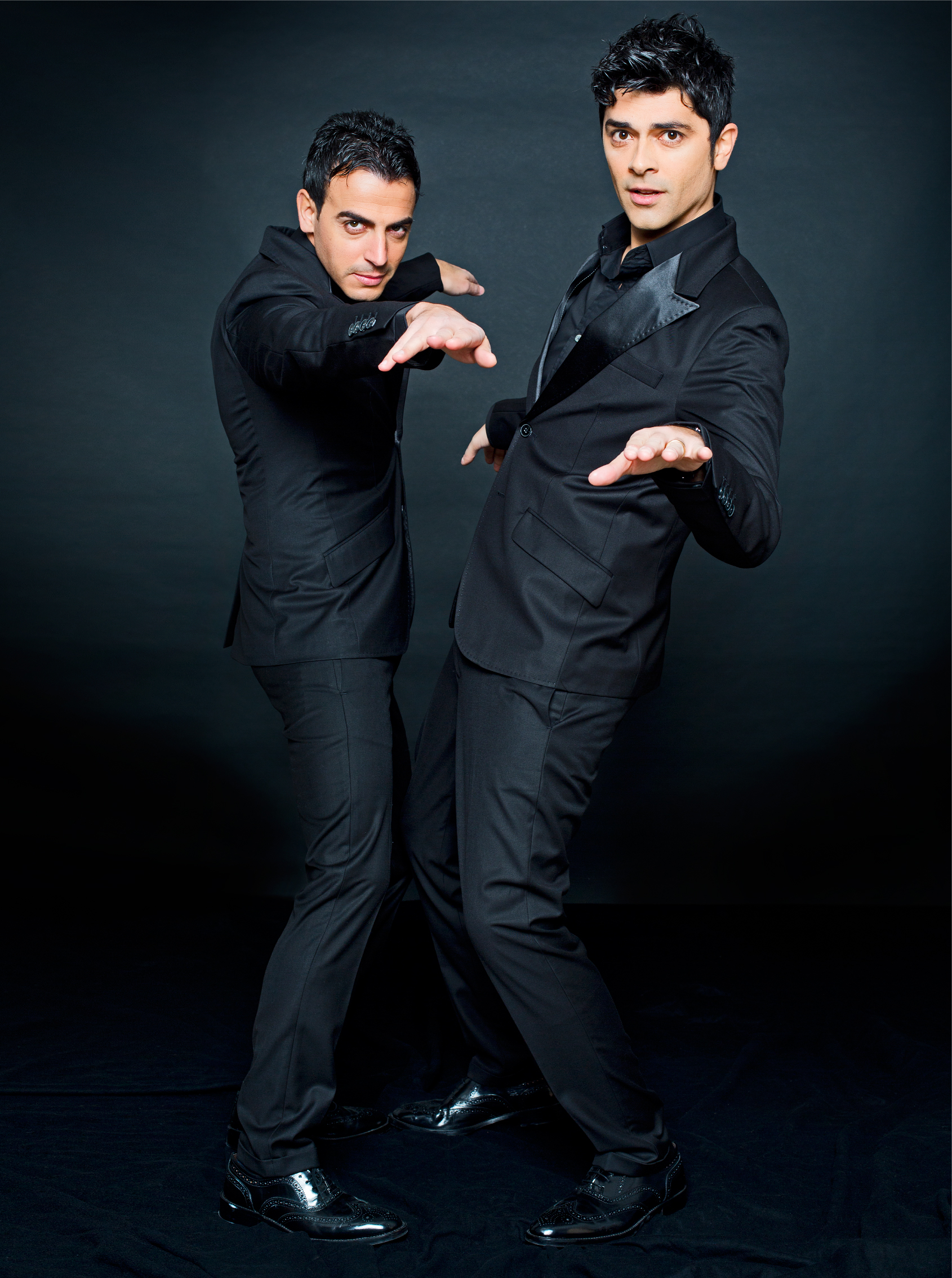
Gigi e Ross

Gigi e Ross sono un duo comico italiano formato da Luigi Esposito (Napoli, 19 luglio 1978) e
Rosario Morra (Napoli, 13 gennaio 1976).

## Storia artistica
Provenienti dall'Accademia d'arte drammatica del Teatro Bellini di Napoli, Luigi Esposito e Rosario Morra si formano singolarmente attraverso numerose esperienze teatrali. Nascono come duo cabarettistico-teatrale nel 2004, dopo lo scioglimento del gruppo I Turbati (col quale vincono il premio Massimo Troisi 2003). La loro carriera ha inizio in radio. Nel 2003 lavorano a Radio Punto Zero, un'emittente radiofonica con sede a Nola, conducendo Zero in condotta, un morning show comico in onda durante il fine settimana.
Nel 2005 Pippo Pelo li chiama nel suo show Pelo e Contropelo, in onda ogni mattina su Radio Kiss Kiss, trasmissione che co-conducono fino al 2011. A Radio Kiss Kiss i due hanno modo di far nascere e sperimentare nuovi personaggi. Da qui nasce la loro parodia de Le Iene, con la quale acquistano notorietà e che li porterà a partecipare alla prima edizione della trasmissione comica La tintoria, in onda su Rai 3. Dopo La tintoria e le partecipazioni a Markette su LA7, con Piero Chiambretti, a gennaio 2007 entrano nel cast di Zelig Off, dove ripropongono la loro parodia delle Iene.
Nel 2007 ottengono il premio speciale "Rivelazione" nella prima edizione delle Radiogrolle e nel mese di settembre approdano a Zelig. Nello stesso anno Gigi e Ross insieme a Pippo Pelo e I Ditelo voi sono i protagonisti di Radio Comedy Show, lo spettacolo che ha portato in teatro la trasmissione di Radio Kiss Kiss e in cui sono riproposti celebri personaggi radiofonici come Zero Assoluto, Le Iene e Shaggy. Insieme scrivono e interpretano a teatro lo spettacolo Non c'è storia (usciamo un'ora prima).
Nel 2008 fanno parte del cast di Mai dire Martedì. In quell'edizione nascono le loro celebri parodie di Tiziano Ferro, degli Zero Assoluto e di Gigi D'Alessio. Nello stesso anno Gigi e Ross conducono la terza edizione del programma comico Made in Sud, in onda su Comedy Central, Tele Napoli Canale 34 e MTV. Nel 2009 i due comici sono presenti nello spettacolo televisivo Mai dire Grande Fratello Show ritornando con l'imitazione di Tiziano Ferro, con una personale parodia di Steve La Chance e Garrison e scrivendo e interpretando la parodia dello spettacolo Notre-Dame de Paris. Nel 2010 sono nel cast di Stiamo tutti bene, trasmissione di Rai 2 condotta da Belén Rodríguez e, a partire da ottobre, nel cast di Colorado, in onda su Italia 1 proponendo le parodie degli Zero Assoluto, di Tiziano Ferro e de Le Iene.
Nel 2011 conducono per la quarta volta Made in Sud e, successivamente, partecipano ancora a Colorado proponendo, oltre alle loro celebri parodie di Tiziano Ferro e degli Zero Assoluto, anche Quarto Cologrado, parodia della nota trasmissione Quarto grado, in cui Gigi e Ross imitano rispettivamente Salvo Sottile e il criminologo Massimo Picozzi. A dicembre 2011 conducono su Sky Uno Love my Pet, il primo dating show dedicato agli animali domestici. A dicembre dello stesso anno ritirano il "Premio Personalità Europea 2011" nella categoria "Trasmissione Rivelazione dell'anno", per la quarta edizione di Made in Sud insieme alla conduttrice di tutte le edizioni Fatima Trotta. A settembre 2012 iniziano una nuova esperienza radiofonica a Radio Kiss Kiss con il loro show radiofonico Zero in condotta in onda dalle 13:00 alle 14:00. Nel 2012 approdano in seconda serata su Rai 2 con Made in Sud insieme a Fatima Trotta ed Elisabetta Gregoraci; dall'11 novembre dello stesso la trasmissione si sposta in prima serata, questa volta in diretta, con la medesima conduzione.
Il 7 aprile 2016 esce nelle sale cinematografiche il film Troppo napoletano, nel quale Luigi interpreta Tommaso Orfei e Rosario interpreta Stefano Belli. Dal 4 ottobre successivo, il duo conduce in seconda serata su Rai 2 il programma Sbandati. Nel 2017 cedono la conduzione di Made in Sud a Gigi D'Alessio e conducono con Alessandro Greco la nuova edizione di Furore, sempre su Rai 2, lasciando temporaneamente la conduzione di Sbandati a Costantino della Gherardesca. Dal 18 novembre al 9 dicembre 2017, affiancano Francesca Fialdini alla conduzione della sessantesima edizione dello Zecchino d'Oro e successivamente anche la sessantunesima.. Il 14 febbraio 2018 tornano sul grande schermo come protagonisti della storia Carichi di meraviglia, uno dei tre episodi del film San Valentino Stories, dove sono due guide turistiche single che conosceranno la giovane Aregash, venuta in Italia proprio per incontrare i suoi genitori adottivi.
Il 10 gennaio 2019 è uscito il primo loro libro La maledizione dell'Acciaio, ideato da loro, scritto da Oreste Ciccariello. Conducono inoltre il Comedy Central Summer Tour in onda sul canale 128 di Sky. Sempre nel 2019 inoltre partecipano alla nona edizione di Tale e quale show. Nello stesso anno, su Canale 5 prendono parte allo show Adrian, con Adriano Celentano e conducono PrimaFestival su Rai 1, 6 minuti di notiziario flash sulla 70ª edizione del Festival di Sanremo, dopo il TG1 delle 20, nello stesso anno partecipano al programma di Italia 1 Enjoy - Ridere fa bene come capitani di una delle due squadre rivali. Il 5 febbraio 2021 partecipano come concorrenti alla seconda edizione de Il cantante mascherato con la maschera di Baby Alieno 2, venendo eliminati nel corso della puntata.
Dal 29 gennaio 2024 conducono insieme ad Elisabetta Gregoraci la prima edizione di Mad in Italy, spin-off di Made in Sud su Rai 2.
Nella primavera del 2025 conducono  invece Audiscion, nuovo show nel quale affiancano ancora la Gregoraci e che va in onda in prima serata su Rai 2.

## Radio
- Zero in condotta (Radio Punto Zero Network, 2003-2004)
- Pelo e Contropelo (Radio Kiss Kiss, 2005-2011)
- Mai visto alla radio (RTL 102.5, 2017)
- Non me la sento  (Radio Marte, 2023)

## Programmi televisivi
- La tintoria (Rai 3, 2006)
- Markette (LA7, 2006)
- Zelig Off (Canale 5, 2007)
- Zelig (Canale 5, 2007)
- Mai dire martedì (Italia 1, 2008)
- Made in Sud (Comedy Central, 2008-2009; MTV, 2010-2011; Rai 2, 2012-2016)
- Mai dire Grande Fratello Show (Italia 1, 2009)
- Stiamo tutti bene (Rai 2, 2010)
- Top of the Pops (Rai 2, 2010)
- Colorado (Italia 1, 2010-2011)
- Love My Pet (Sky Uno, 2011-2012)
- Sbandati (Rai 2, 2016-2018)
- Furore (Rai 2, 2017)
- La partita del cuore (Rai 1, 2017, 2019)
- Zecchino d'Oro (Rai 1, 2017-2018)
- 60 Zecchini (Rai 1, 2017)
- Telethon (Rai 1, Rai 2, 2017-2018, 2020)
- Scanzonissima (Rai 2, 2018)
- B come Sabato (Rai 2, 2018)
- Improvviserai (Rai 2, 2019-2020)
- Tale e quale show (Rai 1, 2019) Concorrenti
- Adrian Live - Questa è la storia... (Canale 5, 2019)
- PrimaFestival (Rai 1, 2020)
- Enjoy - Ridere fa bene (Italia 1, 2020)
- Il cantante mascherato (Rai 1, 2021) Concorrenti
- CC Zap (Comedy Central, 2021)
- Back to School 2 (Italia 1, 2023) Concorrenti
- Non sono una signora (Rai 2, 2023) Concorrenti vincitori
- GialappaShow (TV8, dal 2023)
- Mad in Italy (Rai 2, 2024)
- Audiscion (Rai 2, 2025)

## Teatro
- Troppo Napoletano a teatro regia di Alessandro Siani
- Andy & Norman di Neil Simon regia di Alessandro Benvenuti
- Vico Sirene scritto e diretto da Fortunato Calvino

## Web TV
- Non è da noi (2020)

## Filmografia

### Cinema
- Troppo napoletano, regia di Gianluca Ansanelli (2016)
- Carichi di meraviglia, episodio del film San Valentino Stories, regia di Antonio Guerriero, Emanuele Palamara e Gennaro Scarpato (2018)
- Amici per la pelle, regia di Angela Bevilacqua – cortometraggio (2021)

### Doppiaggio
- Wonder Park, regia di Dylan Brown (2019)
- Spellbound - L'incantesimo (Spellbound), regia di Vicky Jenson (2024)